# آویشنک
آویشنک (نام علمی: Acinos) نام یک سرده از تیرهٔ نعناعیان است. این جنس  ۲ گونه گیاه علفی دارد. علاوه بر ایران در عراق، تالش، ترکمنستان، افغانستان، جنوب اروپایی روسیه، مناطق شرقی مدیترانه، آناتولی، قفقاز و ماورای قفقاز نیز می‌روید.